# Joan Crawford
Joan Crawford (nascida Lucille Fay LeSueur; San Antonio, 23 de março de 1904 – Nova Iorque, 10 de maio de 1977) foi uma atriz estadunidense. Começando como dançarina em companhias teatrais itinerantes antes de estrear na Broadway, Crawford assinou um contrato com a Metro-Goldwyn-Mayer (MGM) em 1925. Inicialmente frustrada com o tamanho e a qualidade de seus papéis, Crawford começou uma campanha de auto-publicidade e tornou-se nacionalmente conhecida como melindrosa no final da década de 1920. Na década de 1930, a fama de Crawford rivalizava com suas colegas da MGM, Greta Garbo e Norma Shearer, com quem estrelou nos filmes "Grande Hotel" e "Mulheres", respectivamente. Crawford costumava interpretar jovens trabalhadoras que encontram romance e sucesso financeiro. Essas histórias "da pobreza à riqueza" foram bem recebidas pelo público na era da Grande Depressão, populares principalmente entre as mulheres. Crawford tornou-se uma das estrelas de cinema mais proeminentes de Hollywood e uma das mulheres mais bem pagas dos Estados Unidos, mas seus filmes começaram a perder dinheiro e, no final da década de 1930, foi rotulada como "veneno da bilheteria".
Sua carreira melhorou gradativamente no início da década de 1940, culminando em um grande retorno ao centro das atenções em 1945, quando estrelou o drama "Alma em Suplício", filme pelo qual recebeu o Oscar de melhor atriz. Ela ainda seria indicada ao prêmio mais duas vezes, por "Possessed" (1947) e "Sudden Fear" (1952). Crawford continuou a atuar nas décadas seguintes, conseguindo um ótimo desempenho nas bilheterias com o filme de suspense "What Ever Happened to Baby Jane?" (1962), no qual estrelou ao lado de sua Bette Davis. Apesar do sucesso do filme, seus papéis seguintes se limitaram a filmes B de suspense e episódios em programas de televisão.
Em 1955, ela se envolveu com a Pepsi-Cola Company através de seu casamento com o então presidente da companhia, Alfred Steele. Após a morte dele em 1959, Crawford foi eleita para preencher sua vaga no conselho de administração da empresa, sendo uma das primeiras mulheres a exercer o cargo de diretor executivo nos Estados Unidos. Ela se viu forçada a se aposentar em 1973, após a eleição de Don Kendall para o cargo de presidente da empresa. Durante essa época, Crawford se tornou uma espécie de garota propaganda informal da empresa, viajando o mundo inteiro para inaugurar fábricas de refrigerante, aparecendo em comerciais de televisão da marca e insistindo com os diretores de seus filmes para que o produto fosse inserido neles.
Após o lançamento do filme de terror britânico, "Trog", em 1970, Crawford decidiu se aposentar das telas, embora ainda tenha participado de um episódio na série de televisão "The Sixth Sense", em 1972. Após uma aparição pública em 1974, na qual fotos que desagradaram a atriz foram publicadas em jornais, Crawford decidiu se retirar da vida pública de uma vez por todas, e tornou-se cada vez mais reclusa. À época, ela somava quase cinco décadas de vida pública, num período que ia do cinema mudo ao advento da televisão. Ela faleceria quase três anos após esse incidente, de infarto, e foi enterrada no cemitério de Ferncliff.
Crawford se casou quatro vezes. Seus três primeiros casamentos terminaram em divórcio; o último terminou com a morte do seu marido, Alfred Steele. Ela adotou cinco filhos, um deles acabou sendo devolvido à mãe biológica, após ser reivindicado por ela. A relação de Crawford com seus dois filhos mais velhos, Christina e Christopher, era difícil. Crawford deserdou-os e, após a sua morte, Christina escreveu um livro de memórias, "Dearest Mommie", no qual relata supostos abusos nos quais ela e o irmão teriam sido vítimas. As filhas mais novas da atriz, Cathy e Cindy, negam os relatos. O livro de Christina reacendeu o interesse por Crawford, dando origem a um novo filme sobre a atriz, transformando-a num ícone da cultura pop camp, reivindicado por novas gerações.

## Biografia
Crawford nasceu como Lucille Fay LeSueur em San Antonio, Texas, em 23 de março; o ano de seu nascimento é alvo de divergências. 1904, 1905 e 1906 são as estimativas mais prováveis. Era a terceira filha de Thomas E. LeSueur (1867–1938), um lavador de roupas, e Anna Bell Johnson (1884–1958). Johnson possuía ascendência inglesa, francesa–huguenote, sueca e irlandesa. Seus irmãos mais velhos eram Daisy LeSueur, nascida em 1902 e morta antes do nascimento de Lucille, e o também ator Hal LeSueur (falecido em 3 de maio de 1963).
O pai de Crawford abandonou a família alguns meses antes do nascimento dela, ressurgindo mais tarde em Abilene em 1930, época em que trabalhava na construção de prédios. Após LeSueur abandonar a família, a mãe de Crawford casou-se com Henry J. Cassin (morto em 25 de outubro de 1922). Este casamento está listado nos registros censitários como o primeiro da mãe de Crawford, o que coloca em dúvida se Thomas LeSueur e Anna Bell Johnson eram legalmente casados. Crawford morou com seu padrasto, sua mãe e irmãos em  Lawton, Oklahoma. Cassin era um pequeno empresário da indústria de entretenimento e gerenciava a Casa de Ópera Ramsey, que conseguiu trazer para a cidade artistas diversos e notáveis como a bailarina Anna Pavlova e a cantora de vaudeville Eva Tanguay. A jovem Lucille não sabia que Cassin, a quem ela chamava de "papai", não era seu pai biológico até que seu irmão Hal contou a verdade a ela. Lucille preferia o apelido de "Billie" como criança e adorava assistir às apresentações de vaudeville e se apresentar no palco do teatro de seu padrasto. A instabilidade de sua vida familiar afetou sua educação e sua escolaridade, sendo que ela nunca progrediu formalmente para além do ensino fundamental.
Desde a infância, a ambição de Crawford era tornar-se uma dançarina. Certo dia, no entanto, enquanto tentava escapar da aula de piano para brincar com amigos, ela saltou da varanda de frente da casa e cortou o pé profundamente num frasco de leite quebrado. Como resultado, ela passou por três cirurgias reparatórias e não pôde dançar ou comparecer à escola durante 18 meses. Ela finalmente recuperou-se totalmente e voltou para dançar.
Enquanto a família ainda morava em Lawson, Cassin foi acusado de peculato e, embora ele tenha sido absolvido no tribunal, se tornou persona non grata em Lawton, e a família se mudou para Kansas City, Missouri, por volta do ano de 1916. Católico, Cassin matriculou Crawford na Academia Santa Agnes em Kansas City. Após a separação de sua mãe e de seu padrasto, ela permaneceu no internato como estudante–trabalhadora; no entanto, ela passava muito mais tempo trabalhando, em especial cozinhando para os demais alunos e limpando os aposentos do colégio, do que de fato estudando.
Mais tarde, ela frequentou a Academia Rockingham, também como estudante–trabalhadora. Enquanto frequentava este internato, começou a namorar e teve seu primeiro relacionamento sério, com um trompetista chamado Ray Sterling, que supostamente teria inspirado-a a desafiar a si mesma academicamente.
Em 1922, Lucille matriculou-se na Faculdade Stephens, em Columbia, Missouri, informando seu ano de nascimento como sendo 1906. Ela frequentou aquela instituição de ensino por apenas alguns meses, antes de desistir da vida acadêmica após perceber que não estava preparada para a faculdade. Por causa da instabilidade de sua família, a escolaridade de Crawford nunca ultrapassou o nível primário.

## Carreira

### Início da carreira

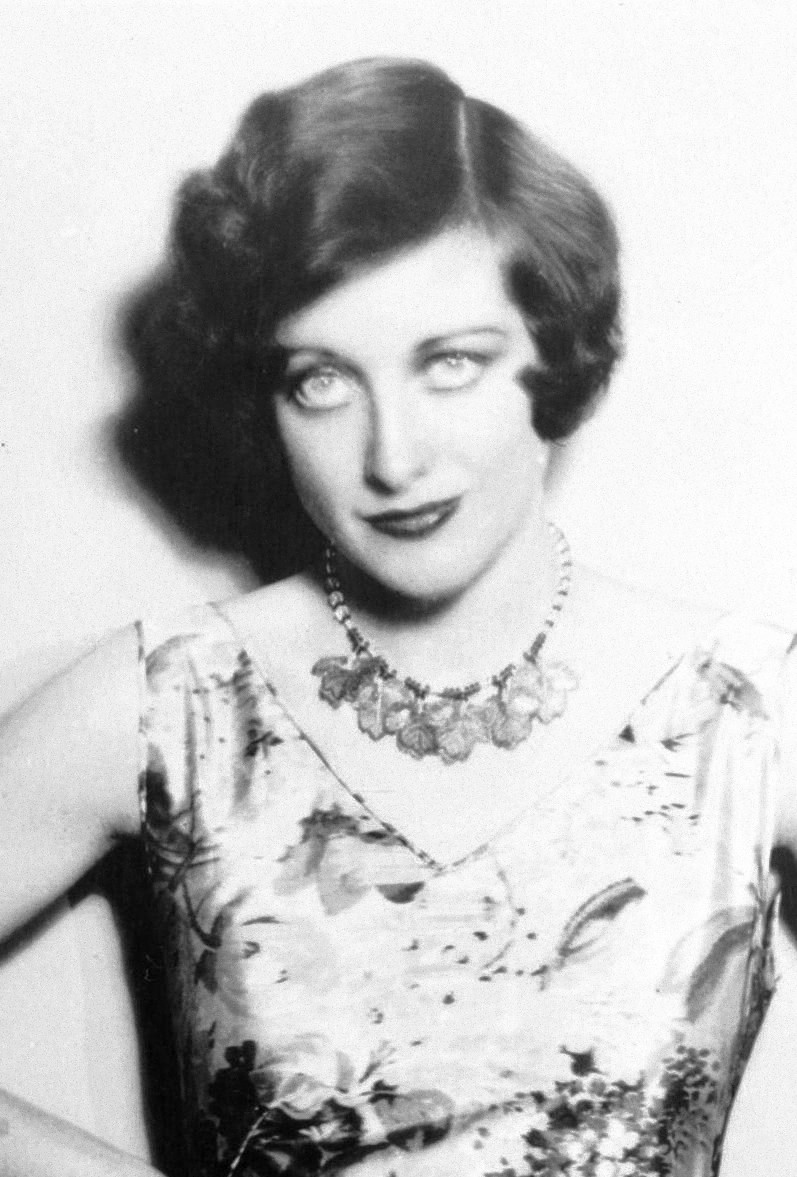
Crawford em 1928.

Sob o nome de Lucille LeSueur, Crawford começou a dançar nos coros de vários espetáculos viajantes e foi descoberta em Detroit, Michigan, pelo famoso produtor Jacob J. Shubert. Shubert colocou-a no coro de seu espetáculo "Innocent Eyes", de 1924, apresentado no Teatro Winter Garden na Broadway, em Nova Iorque. Numa de suas apresentações na peça, Crawford conheceu um saxofonista chamado James Welton. Os dois supostamente se casaram em 1924 e viveram juntos por vários meses, embora essa suposta união nunca tenha sido mencionada por Crawford após a fama.
Crawford queria trabalho adicional e se aproximou do publicitário do Teatro Loews, Nils Granlund. Granlund assegurou-lhe um papel nas apresentações do cantor Harry Richmond e arranjou um teste de cinema para ela com o produtor Harry Rapf em Hollywood. Ainda hoje persistem os rumores de que Crawford teria complementado sua renda durante esse período aparecendo em um ou mais filmes pornô, embora a veracidade disso seja fortemente contestada.
Rapf informou Granlund em 24 de dezembro de 1924 que a Metro-Goldwyn-Mayer (MGM) ofereceu a Crawford um contrato de US$ 75 por semana. Granlund imediatamente mandou um telegrama para ela – que havia retornado para a casa de sua mãe em Kansas City – com a notícia; ela tomou emprestado US$ 400 para fazer a viagem. Ela partiu de Kansas City em 26 de dezembro e chegou em Culver City, Califórnia em 1° de janeiro de 1925.
Creditada como Lucille LeSueur, seu primeiro filme foi "Lady of the Night" (1925), onde atuou como dublê de corpo da estrela feminina mais popular da MGM, Norma Shearer. Ela também apareceu em "The Circle" e "A Mosca Negra", ambos também de 1925. Isto foi seguido por papéis igualmente pequenos e não-creditados em dois outros sucessos de 1925: "A Viúva Alegre" e "The Only Thing".
O chefe de publicidade da MGM, Pete Smith, reconheceu sua habilidade para se tornar uma grande estrela, mas sentiu que seu nome soava falso; ele disse ao chefe do estúdio, Louis B. Mayer que o sobrenome LeSueur soava como "sewer" ("esgoto" em inglês). Smith organizou um concurso chamado "Nomeie uma Estrela" na revista Movie Weekly para permitir que o público selecionasse o novo nome artístico de Lucille. O nome mais votado foi "Joan Arden", mas após a descoberta de que já havia uma atriz com esse nome, o sobrenome alternativo "Crawford" foi escolhido. Crawford declarou mais tarde que queria que seu primeiro nome fosse pronunciado como "Jo-Anne" e que odiava o sobrenome Crawford, porque ele soava como "crawfish" (lagostim), mas também admitiu que "gostava da segurança" que o nome passava.

### Ascensão ao estrelato
Cada vez mais frustrada com o tamanho e a qualidade dos papéis que lhe eram oferecidos, Crawford embarcou numa campanha de auto-promoção. Conforme a roteirista da MGM, Frederica Sagor Maas, lembrou: "Ninguém decidiu transformar Joan Crawford numa estrela. Joan Crawford se tornou uma estrela porque Joan Crawford decidiu se transformar numa estrela". Ela começou a frequentar bailes nas tardes e noites nos hotéis de Hollywood, onde ela muitas vezes venceu concursos de dança com seus passos de charleston e black bottom.

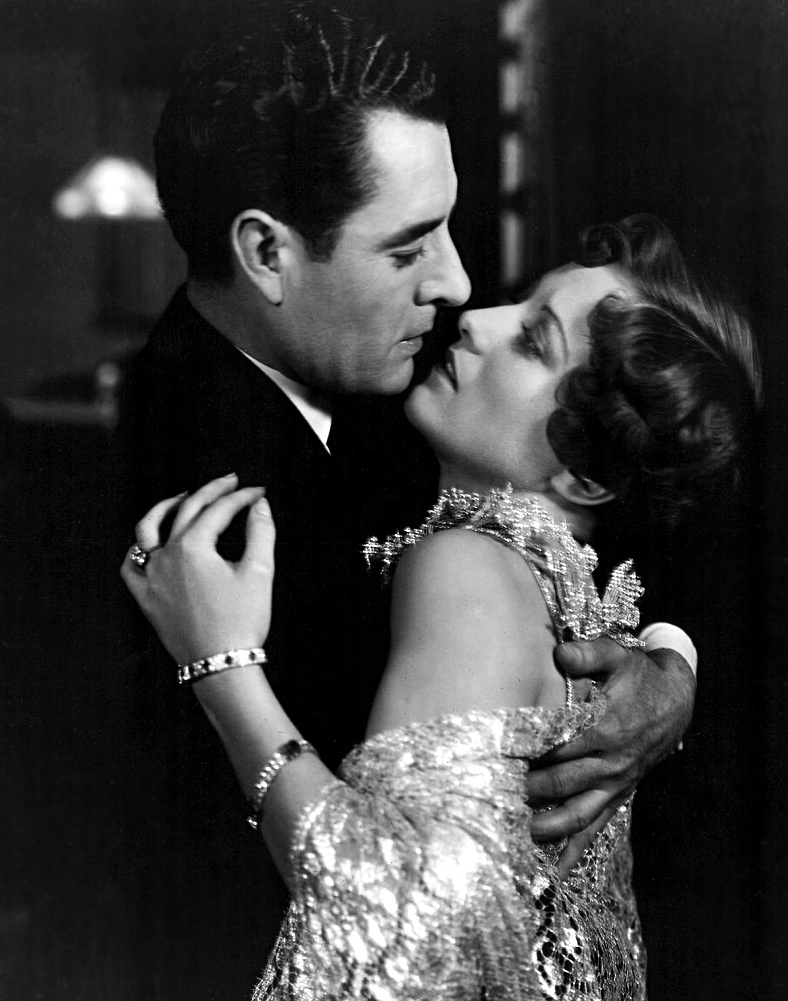
Com John Gilbert no filme mudo "Four Walls" (1928).

Sua estratégia funcionou e a MGM elencou-a no primeiro filme onde chamou a atenção do público: "Sally, Irene and Mary" (1925), escrito e dirigido por Edmund Goulding. Desde o início de sua carreira, Crawford considerava Norma Shearer – a atriz mais popular do estúdio – sua inimiga profissional. Shearer era casada com o chefe de produção da MGM, Irving Thalberg, e, assim sendo, podia escolher roteiros e tinha mais controle sobre os filmes que faria ou não. Crawford teria dito certa vez: "Como posso competir com Norma? Ela dorme com o chefe!".
Em 1926, Crawford foi nomeada uma das treze estrelas de cinema em ascensão pela Associação de Anunciantes de Cinema do Oeste, ao lado de Mary Astor, Dolores del Río, Janet Gaynor e Fay Wray, dentre outras. No mesmo ano, ela estrelou "Paris", ao lado de Charles Ray. Em poucos anos, Crawford se tornou o par romântico dos maiores astros masculinos da MGM, tais como Ramón Novarro, John Gilbert, William Haines e Tim McCoy.
Crawford apareceu em "The Unknown" (1927), com Lon Chaney, que interpretava um atirador de facas sem braços; Crawford, trajando um figurino modesto, interpretava sua jovem assistente, com quem ele esperava se casar. Ela afirmou que aprendeu mais sobre atuação observando o trabalho de Chaney do que com qualquer outra pessoa em sua carreira. "Foi então", ela afirmou, "que eu me tornei consciente pela primeira vez da diferença entre estar na frente de uma câmera e atuar". Ainda em 1927, apareceu ao lado de seu amigo William Haines em "Spring Fever", o primeiro de três filmes que eles fizeram juntos.
Em 1928, Crawford estrelou ao lado de Ramón Novarro no filme "Across to Singapore", mas foi seu papel como Diana Medford em "Our Dancing Daughters" (1928), que a catapultou para o estrelato. O papel estabeleceu-a como um símbolo da feminilidade moderna dos anos 1920, rivalizando-a com Clara Bow, a "it girl" original e a melindrosa mais famosa de Hollywood na época. Crawford estrelou em vários sucessos após "Our Dancing Daughters", incluindo mais dois filmes de temática melindrosa, nos quais ela incorporou para sua legião de fãs (muitos dos quais eram mulheres) uma visão idealizada da mulher estadunidense, de espírito livre e independente.
À época, o romancista F. Scott Fitzgerald escreveu o seguinte sobre Crawford:
"Joan Crawford é, sem sombra de dúvida, o melhor exemplo de melindrosa, a garota que você vê em boates noturnas, vestida no ápice da sofisticação, brincando com taças geladas com uma expressão remota, ligeiramente amarga, dançando deliciosamente, rindo muito com olhos amplos e sofridos. Coisas jovens com um talento para viver".
Em 3 de junho de 1929, enquanto filmava "Our Modern Maidens", a continuação de "Our Dancing Daughters", Crawford se casou com seu co-astro Douglas Fairbanks, Jr. na Igreja de São Malaquias (conhecida como a "Capela dos Atores" devido à sua proximidade aos teatros da Broadway), em Manhattan, embora nenhum dos dois fossem católicos. Fairbanks era filho de Douglas Fairbanks e enteado de Mary Pickford, que eram considerados a família real de Hollywood. Fairbanks e Pickford se opuseram à união e não convidaram o casal para sua casa, a famosa mansão Pickfair, nos oito meses seguintes ao casamento.

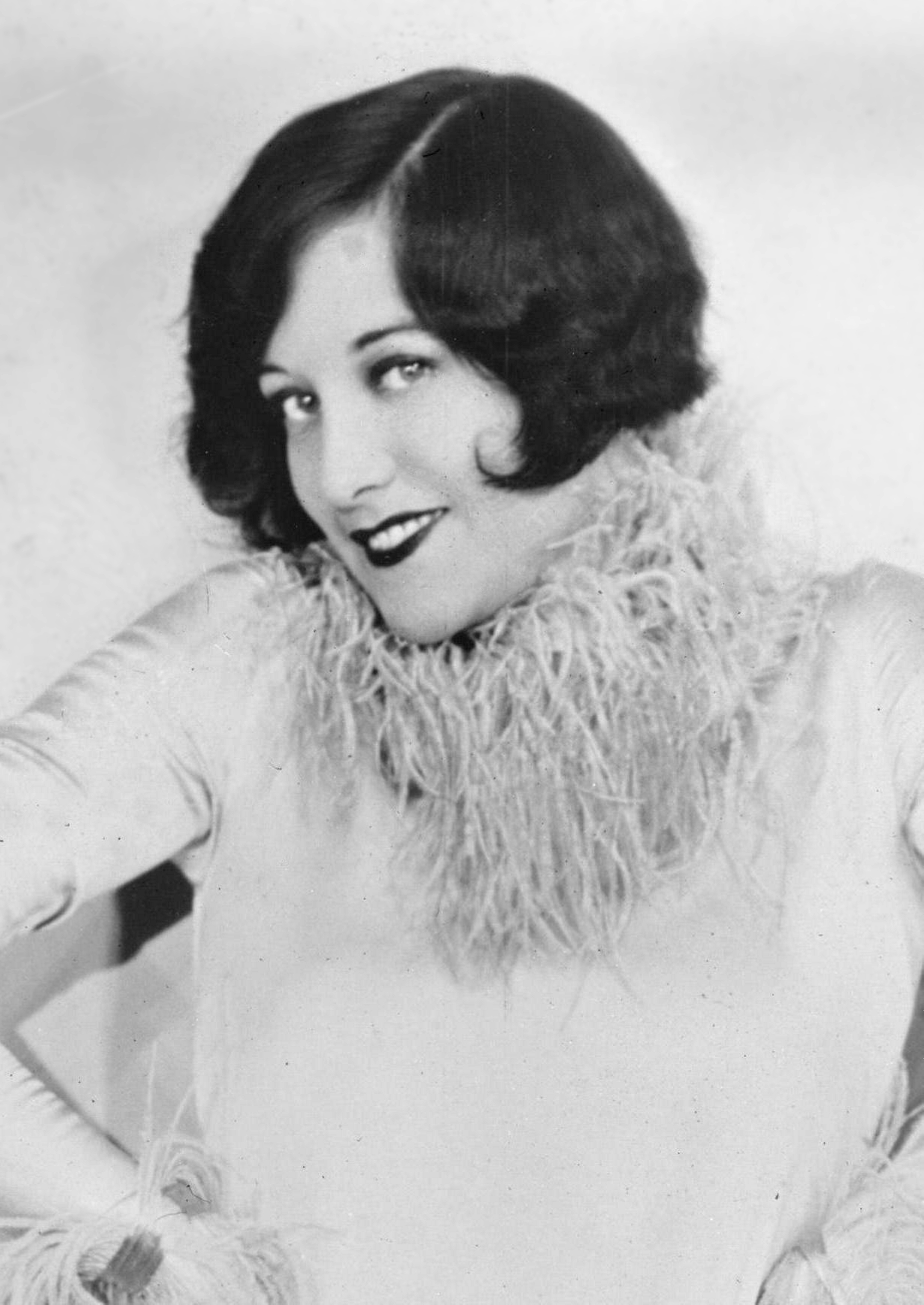
Joan Crawford em 1927.

A relação de Crawford e Fairbanks pai melhorou gradualmente; ela o chamava de "Tio Doug" e ele a chamava de "Billie", seu apelido de infância. Ela e Pickford, no entanto, continuavam a se desprezar mutualmente. Após um primeiro convite para frequentar a mansão, Crawford e Fairbanks Jr. tornaram-se hóspedes habituais. Enquanto os homens jogavam golfe juntos, Crawford era deixada de lado por Pickford, que se recolhia para seus aposentos. 
Para livrar-se de seu sotaque texano, Crawford praticou incansavelmente dicção e elocução. Ela disse certa vez: 
"Se eu fosse fazer um discurso, seria uma grande ideia, eu achava, lê-lo em voz alta para mim mesma, ouvindo atenciosamente a qualidade e a enunciação da minha voz e tentar falar de determinada maneira. Gostava de me trancar no meu quarto e ler jornais, revistas e livros em voz alta. Mantinha um dicionário debaixo do braço. Quando me deparava com uma palavra que eu não sabia pronunciar, pesquisava-a e pronunciava-a corretamente quinze vezes".

### Transição para o cinema falado e sucesso contínuo
Após o lançamento de "The Jazz Singer" – o primeiro longa-metragem com som sincronizado – em 1927, os filmes falados causaram rebuliço em Hollywood. A transição do cinema mudo para o cinema falado causou pânico em muitos, se não todos, os atores da indústria cinematográfica; muitas estrelas do cinema mudo tornaram-se incapazes de encontrar emprego devido às suas vozes pouco atraentes e seus sotaques de difícil compreensão, ou simplesmente porque se recusaram a fazer a transição para os filmes falados.
Alguns estúdios e estrelas evitaram fazer a transição por tanto tempo quanto possível, em especial a MGM, que foi o último estúdio a fazer essa transição. "The Hollywood Revue of 1929" foi um dos primeiros filmes falados do estúdio e sua primeira tentativa de mostrar para o público a capacidade de suas estrelas de fazer a transição. Crawford fez parte da dúzia de estrelas incluídas no filme; ela cantou a música "Got a Feeling for You" durante o primeiro ato do filme. Ela estudou canto com Estelle Liebling, a professora de canto de Beverly Sills, nas décadas de 1920 e 1930.

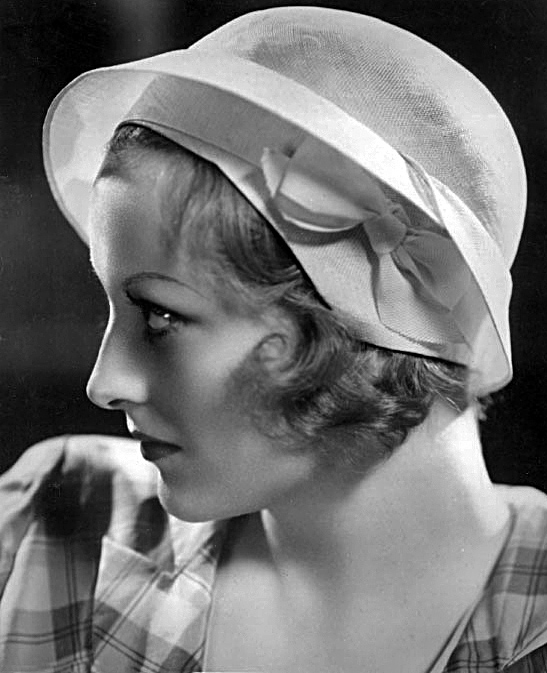
Crawford em 1932.

Crawford fez uma transição bem sucedida para o cinema falado. Seu primeiro papel principal num longa-metragem sonorizado foi em "Untamed" (1929), co-estrelado por Robert Montgomery. Apesar do sucesso do filme nas bilheterias, ele recebeu críticas não muito favoráveis dos críticos, que notaram que Crawford parecia nervosa ao fazer a transição para o cinema mudo no momento em que havia se tornado uma das atrizes mais populares do mundo.
"Montana Moon" (1930), uma mistura desconfortável de faroeste com musical, uniu a atriz a John Mack Brown e Ricardo Cortez. Embora o filme tivesse tido problema com os censores, foi um grande sucesso à época de seu lançamento. "Our Blushing Brides", também de 1930, co-estrelado por Robert Montgomery e Anita Page, foi o último capítulo da trilogia iniciada com "Our Dancing Daughters". Tornou-se, então, o maior sucesso – tanto crítica quanto financeiramente – entre os filmes falados de Crawford, sendo citado pela atriz como um de seus favoritos. Seu próximo filme, "Paid" (1930), uniu-a a Robert Armstrong e foi outro grande sucesso de bilheteria. Durante a era sonora, a MGM começou a colocar Crawford em papéis mais sofisticados ao invés de continuar promovendo sua imagem de melindrosa construída durante a era silenciosa.
Em 1931, a MGM lançou cinco filmes com Crawford. Três deles uniram-na à maior estrela masculina do estúdio, Clark Gable — apelidado de "Rei de Hollywood". "Dance, Fools, Dance", lançado em fevereiro de 1931, foi o primeiro filme deles juntos. O segundo filme, "Laughing Sinners", foi dirigido por Harry Beaumont e co-estrelado por Neil Hamilton, sendo lançado em maio daquele ano. "Possessed", o terceiro filme, foi dirigido por Clarence Brown e lançado em outubro. Estes filmes foram populares com o público e bem recebidos pela crítica, elevando Crawford ao status de principal estrela feminina da MGM no início da década de 1930, juntamente com Norma Shearer, Greta Garbo, e Jean Harlow. Seu outro filme notável de 1931 foi "This Modern Age", lançado em outubro, que apesar das críticas desfavoráveis, fez sucesso com o público.

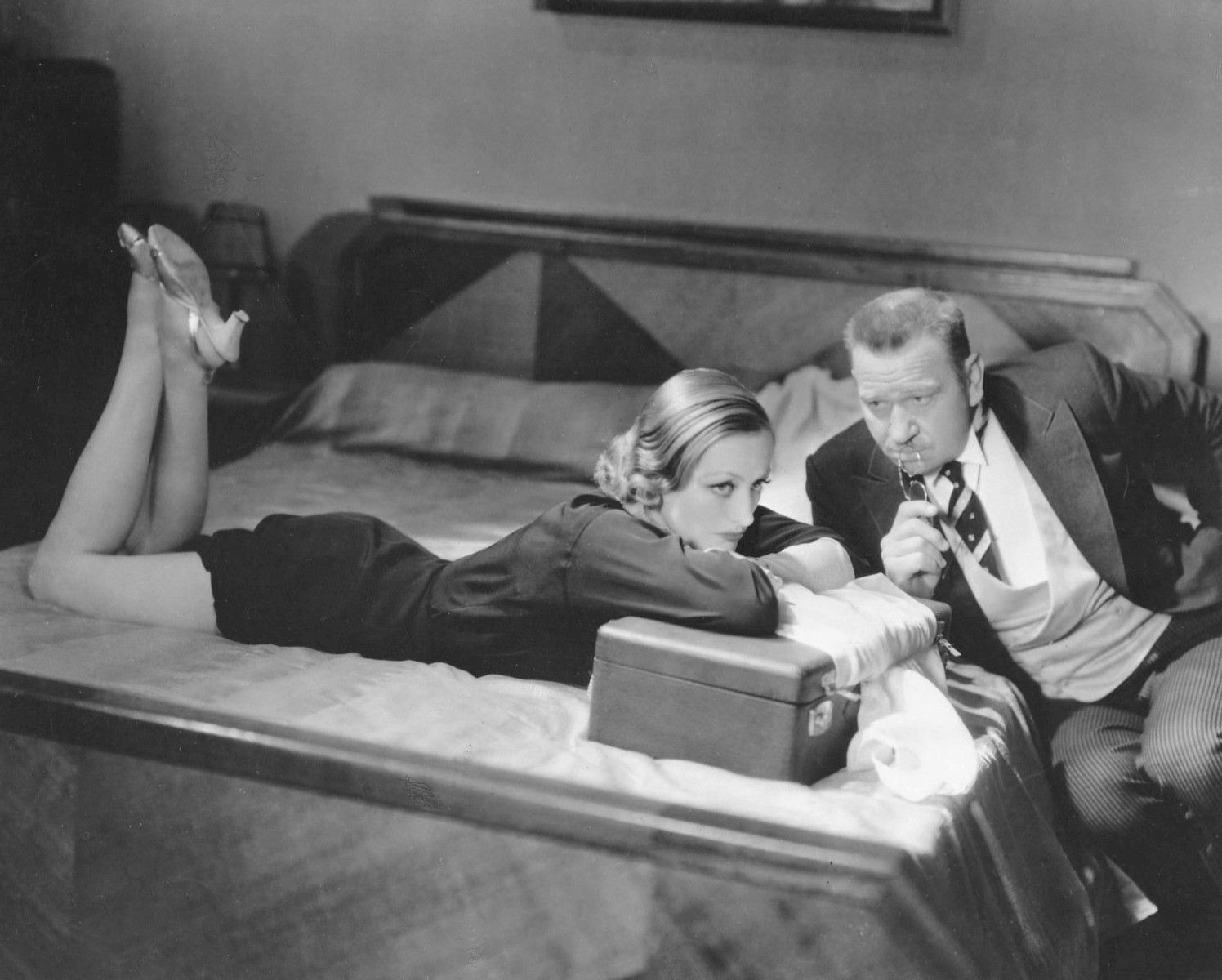
Com Wallace Beery em cena de "Grand Hotel" (1932).

Em seguida, em 1932, a MGM colocou-a no filme "Grande Hotel", dirigido por Edmund Goulding. Crawford co-estrelou com Greta Garbo, Wallace Beery, e John e Lionel Barrymore, entre outros. Seu nome aparecia em terceiro lugar nos cartazes e créditos do filme e interpretou uma estenógrafa de classe média que trabalha para um controlador diretor de empresa, interpretado por Beery. Mais tarde, Crawford confessou que estava nervosa durante as filmagens, pois estava trabalhando com "estrelas muito grandes", e  que também estava desapontada por não ter nenhuma cena com a "divina Garbo". "Grand Hotel" foi lançado em abril de 1932 e foi sucesso de crítica e público. Teve uma das maiores bilheterias do ano e venceu o Oscar de melhor filme.
Crawford manteve o sucesso com "Letty Lynton" (1932), co-estrelando novamente ao lado de Robert Montgomery. Logo após o lançamento, a MGM foi acusada de plágio e forçada a retirá-lo de circulação. Ele nunca foi transmitido na televisão ou disponibilizado em home video, sendo considerado, portanto, um "filme perdido" de Crawford. O vestido do estilista Adrian, com grandes mangas e babados, usado por Crawford no filme, tornou-se popular naquele ano, sendo copiado e vendido pela Macy's.

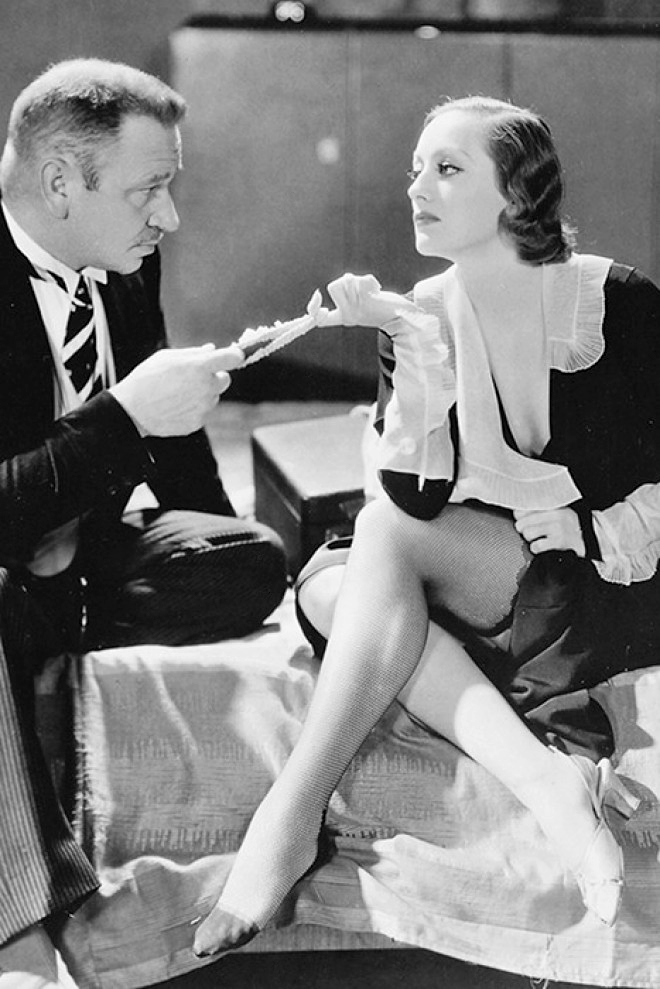
Crawford ainda com Beery em "Grand Hotel".

Emprestada para a United Artists, Crawford viveu a prostituta Sadie Thompson em "Rain" (1932), versão cinematográfica da peça de John Colton, de 1923. A atriz Jeanne Eagels interpretou o papel no teatro e Gloria Swanson deu origem a ele no cinema na versão muda de 1928. A atuação de Crawford foi muito criticada e o filme não fez sucesso. Apesar disso, Crawford ficou em terceiro lugar na lista das dez estrelas mais rentáveis nas bilheterias, publicada pela primeira vez em 1932, atrás apenas de Marie Dressler e Janet Gaynor. Ela permaneceu entre as dez primeiras posições da lista durante os quatro anos seguintes, aparecendo pela última vez nela em 1936.
Em maio de 1933, Crawford divorciou-se de Fairbanks. Ela citou "crueldade mental grave" como razão para o pedido de divórcio, alegando que Fairbanks tinha "atitudes ciumentas e desconfiadas" direcionadas aos amigos dela e que eles tinham "discussões fortes sobre os assuntos mais triviais" que duravam até "tarde da noite". Após o divórcio, ela novamente uniu-se a Clark Gable, e também a Franchot Tone e Fred Astaire, para filmar o sucesso "Dancing Lady", no qual ela recebeu destaque nos cartazes e créditos. Ela interpretou o papel-título em "Sadie McKee" (1934), co-estrelado por Franchot Tone e Gene Raymond. No mesmo ano, co-estrelou com Clark Gable pela quinta vez em "Chained", e pela sexta vez em "Forsaking All Others", ambos de 1934. Os filmes de Crawford desta época foram alguns dos mais populares e de maior bilheteria dos anos 1930.
Em 1935, Crawford casou-se com Franchot Tone, ator de Nova Iorque que planejava usar seus lucros com o cinema para financiar seu grupo de teatro. O casal construiu um pequeno teatro na casa de Crawford em Brentwood e montou produções de peças clássicas para grupos seletos de amigos. Tone e Crawford tinham aparecido pela primeira vez juntos em "Today We Live" (1933), dirigido por Howard Hawks, mas ela estava hesitante em iniciar um outro relacionamento tão logo após sua separação de Fairbanks.
Antes e durante o casamento, Crawford trabalhou para promover a carreira de Tone em Hollywood, mas ele não estava interessado em se tornar uma estrela de cinema, e Crawford, eventualmente, cansou-se do esforço. Durante o casamento, tentaram em duas ocasiões separadas ter filhos, ambas terminando em aborto espontâneo. Após Tone começar a beber e tornar-se fisicamente abusivo, ela pediu o divórcio, que foi concedido em 1939. Muito mais tarde, Crawford e Tone reacenderam sua amizade e Tone até pediu-a em casamento novamente em 1964. Quando ele morreu, em 1968, Crawford organizou a cremação de seu corpo e o espalhamento de suas cinzas em Muskoka Lakes, Canadá.
Crawford continuou seu reinado como atriz popular de cinema até meados da década de 1930. "No More Ladies" (1935), co-estrelado por Robert Montgomery e seu então marido Franchot Tone, foi um sucesso. Crawford há muito estava pedindo ao chefe da MGM, Louis B. Mayer, que a colocasse em mais papéis dramáticos e, embora ele estivesse relutante em fazê-lo, colocou-a na sofisticada comédia dramática "I Live My Life" (1935), dirigida por W. S. Van Dyke. O filme foi bem recebido pela crítica e lucrou mais do que o estúdio esperava.
No ano seguinte, Crawford estrelou em "The Gorgeous Hussy" ao lado de Robert Taylor, Lionel Barrymore e seu marido Franchot Tone. O filme foi um sucesso de crítica e de bilheteria, tornando-se um dos maiores sucessos de Crawford na década. A comédia romântica "Love on the Run" (1936), dirigida por W.S. Van Dyke, foi seu sétimo filme com Clark Gable e 
o sexto com Franchot Tone. Foi, na época de seu lançamento, chamado de "um monte de bobagens alegres" pela crítica; no entanto, obteve êxito financeiro.

### Declínio na popularidade

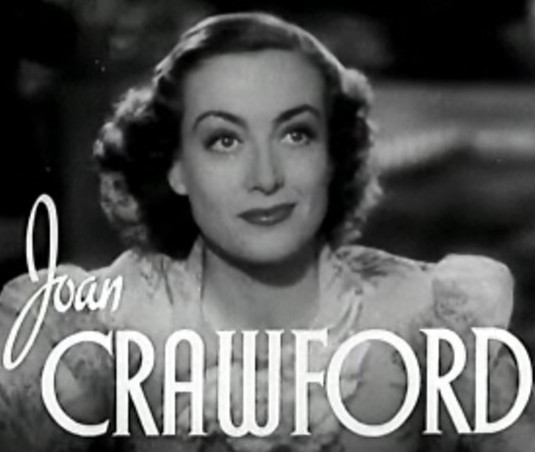
Crawford como Fay Cheyney em "The Last of Mrs. Cheyney" (1937).

Mesmo que Crawford continuasse sendo uma das atrizes mais respeitadas da MGM e que seus filmes continuassem obtendo lucro, sua popularidade declinou no final da década de 1930. Em 1937, Crawford foi nomeada a primeira "Rainha dos Filmes" pela revista Life. No mesmo ano, ela caiu inesperadamente do sétimo para o décimo-sexto lugar na lista das estrelas mais lucrativas nas bilheterias e, consequentemente, sua popularidade com o público também começou a minguar. Ainda em 1937, Richard Boleslawski dirigiu-a na comédia dramática "The Last of Mrs. Cheyney" (1937), que uniu-a com William Powell pela primeira e única vez em sua carreira. Este filme foi o último sucesso de bilheteria de Crawford antes dela ser rotulada como "veneno da bilheteria".
Ela co-estrelou com Franchot Tone pela sétima e última vez em "The Bride Wore Red" (1937). O filme foi recebido de maneira desfavorável pela maioria dos críticos, com um crítico argumentando que se tratava da "mesma história de pobreza à fortuna" que Crawford vinha fazendo há anos. Além disso, também foi mal-sucedido nas bilheterias, tornando-se um dos maiores fracassos financeiros da MGM naquele ano. O filme seguinte da atriz, "Mannequin", co-estrelado por Spencer Tracy, foi mais bem sucedido. Segundo o The New York Times, o filme "restaurou Crawford ao trono de rainha das garotas trabalhadoras". A maior parte das críticas foram positivas e o filme conseguiu trazer algum lucro para o estúdio, mas não foi um sucesso grande o suficiente para ressuscitar a popularidade de Crawford.

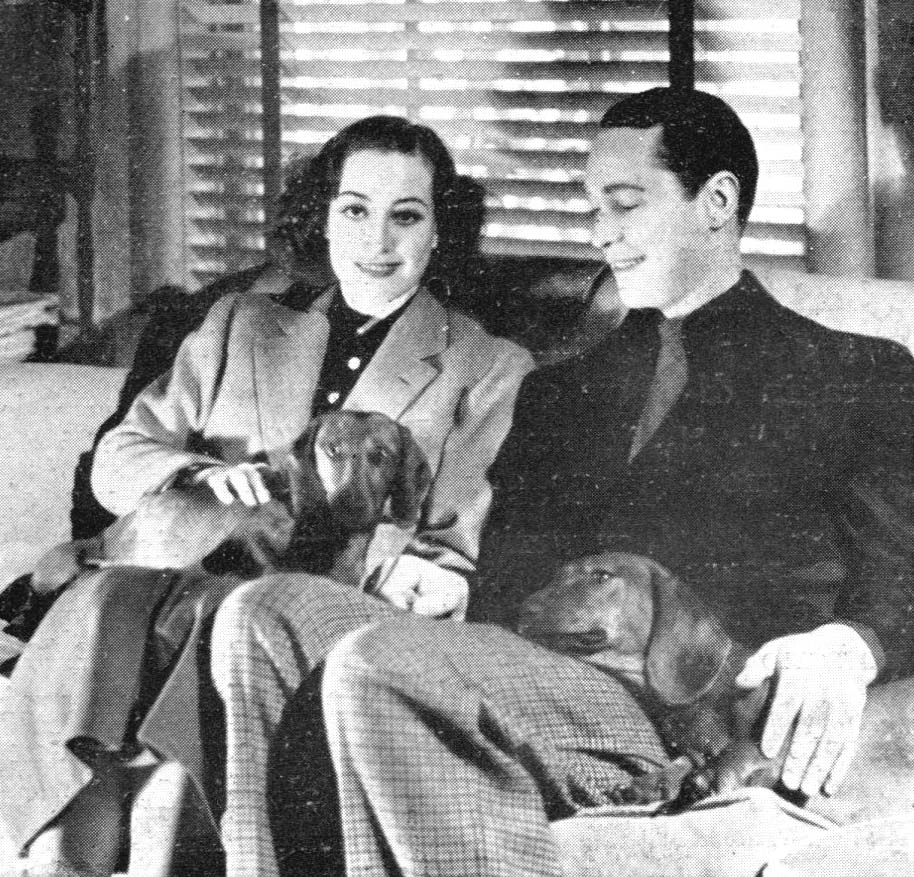
Crawford com Franchot Tone, ator e seu segundo marido, 1936.

Em 3 de maio de 1938, Crawford – ao lado de Greta Garbo, Norma Shearer, Luise Rainer, John Barrymore, Katharine Hepburn, Fred Astaire, Marlene Dietrich e Dolores del Río, entre outros – foi rotulada de "veneno da bilheteria" por Harry Brandt, presidente da Associação dos Donos de Salas de Cinema da América. Em carta aberta publicada na revista Independent Film Journal, Brandt declarou que, embora estas estrelas possuíam habilidades dramáticas "inquestionáveis", seus altos salários não se traduziam em vendas de ingressos, prejudicando, assim, os donos de salas de cinema. Talvez como resultado da publicação da lista, o filme seguinte de Crawford, "The Shining Hour" (1938), co-estrelado por Margaret Sullavan e Melvyn Douglas, e dirigido por Frank Borzage, foi um fracasso de bilheteria, apesar de ter sido bem recebido pela crítica especializada.
Crawford fez um bom retorno em 1939 ao interpretar a antagonista Crystal Allen em "Mulheres", ao lado de sua nêmesis profissional, Norma Shearer. Um ano mais tarde, ela rompeu com a fórmula que havia lhe dado notoriedade, ao interpretar a pouco glamourosa Julie em "Strange Cargo" (1940), seu oitavo e último filme com Clark Gable. Em 1941, estrelou como uma chantagista desfigurada em "A Woman's Face", um refilmagem do filme sueco "En kvinnas ansikte" (1938), originalmente estrelado por Ingrid Bergman. Embora o filme tenha atingido apenas sucesso moderado nas bilheterias, sua atuação foi elogiada por muitos críticos.
Em 1940, Crawford adotou sua primeira filha. Como ela era solteira e a lei da Califórnia impedia a adoção por pessoas solteiras, ela organizou a adoção através de uma agência de Las Vegas. A criança foi temporariamente chamada de Joan Crawford, até que a estrela mudou seu nome para Christina. Crawford se casou com o ator Phillip Terry em 21 de julho de 1942 após um namoro de seis meses. Juntos, adotaram outra criança, a quem deram o nome de Christopher, mas a mãe biológica logo recuperou a criança. Eles adotaram, então, outro menino, a quem deram o nome de Phillip Terry, Jr. Após o final do casamento, em 1946, Crawford mudou o nome da criança para Christopher Crawford.
Após dezoito anos, o contrato de Crawford com a MGM foi rescindido por consentimento mútuo em 29 de junho de 1943. Ao invés de estrelar em mais um filme, como seu contato previa, Crawford recebeu US$ 100.000 da produtora. Durante a Segunda Guerra Mundial, a atriz fez parte dos Serviços Voluntários das Mulheres Americanas.

### Sucesso na Warner Bros.

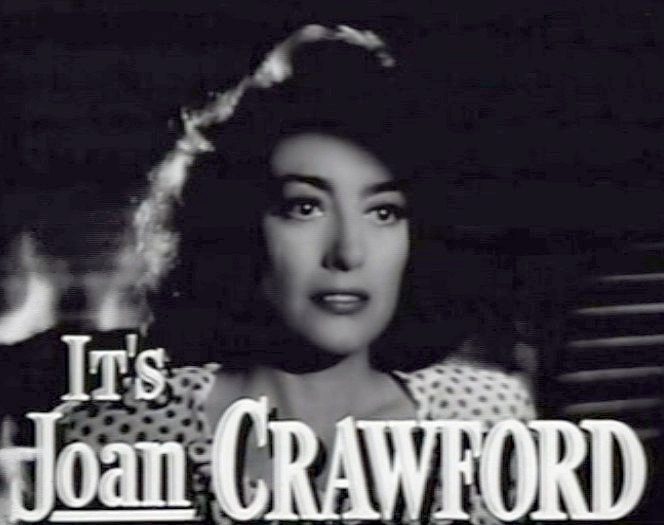
Crawford no trailer de "Alma em Suplício" (1945), filme que lhe rendeu o Oscar de melhor atriz.

Crawford assinou um contrato de US$ 500.000 com a Warner Bros., que continha a previsão dela estrelar em três filmes. Ela foi colocada na folha de pagamento do estúdio em 1.º de julho de 1943. Seu primeiro filme para o estúdio foi "Hollywood Canteen" (1944), uma produção filmada com todas as estrelas do estúdio para impulsionar a moral das tropas americanas que lutavam na guerra. Crawford afirmou que uma das principais razões pelas quais assinou contrato com a Warner foi porque ela queria interpretar Mattie numa versão cinematográfica do romance Ethan Frome, de Edith Wharton, que o estúdio estava planejando filmar em 1944.
A atriz também ambicionava conquistar o papel de Mildred Pierce em "Alma em Suplício" (1945), mas o estúdio queria que Bette Davis a interpretasse. No entanto, Davis recusou o papel por julgar-se nova demais para interpretar a mãe de uma adolescente. O diretor Michael Curtiz não queria Crawford no papel, alegando que Davis deveria ser substituída por Barbara Stanwyck, Olivia de Havilland ou Joan Fontaine. A Warner foi contra o diretor e escalou Crawford para a produção. Ao longo de toda a produção do filme, Curtiz criticou Crawford. Ele teria dito a Jack Warner: "Ela aparece aqui com seu ar de altivez, com seu chapéu e suas malditas ombreiras ... Por que eu deveria perder meu tempo dirigindo-a?". Curtiz exigiu que Crawford provasse sua adequação ao papel através de um teste. Após o teste, ele finalmente concordou em colocá-la no filme. "Alma em Suplício" foi um sucesso retumbante de público e de crítica. Ele sintetizou o estilo visual exuberante do gênero filme noir e a sensibilidade que definiria os filmes Warner Bros. do final dos anos 1940. Pelo papel, Crawford recebeu o Oscar de melhor atriz no ano seguinte, além do primeiro prêmio National Board of Review de melhor atriz.

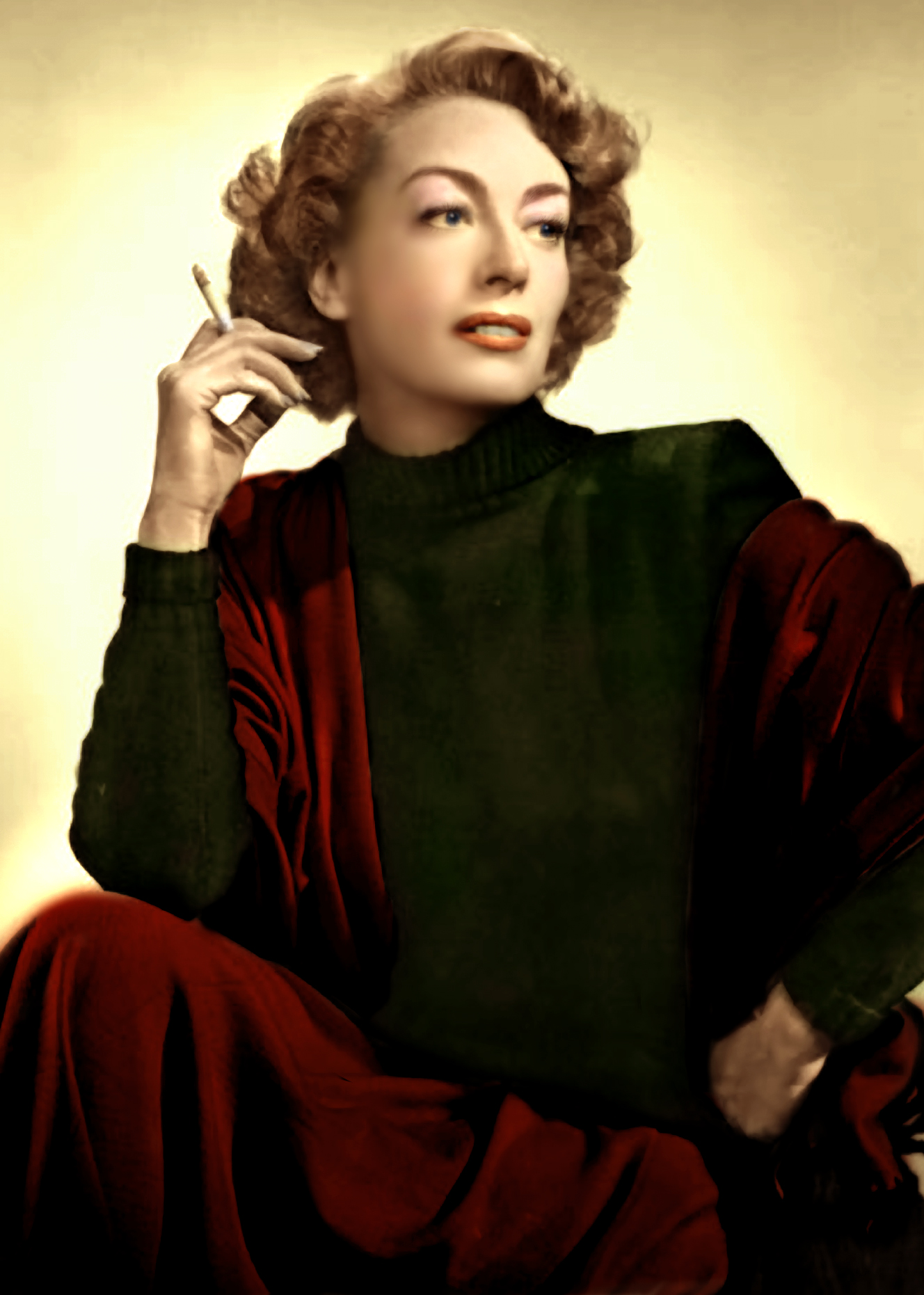
Crawford em retrato de 1948.

O sucesso de "Alma em Suplício" reavivou a carreira cinematográfica de Crawford. Durante vários anos, ela estrelou numa série de melodramas de primeira classe. Seu filme seguinte foi "Humoresque" (1946), co-estrelado por John Garfield, um drama romântico sobre um caso de amor entre uma mulher mais velha e um homem mais novo. Ela estrelou ao lado de Van Heflin em "Possessed" (1947), filme pelo qual recebeu sua segunda indicação ao Oscar de melhor atriz, embora ela tenha perdido o prêmio para Loretta Young, que o ganhou por "The Farmer's Daughter". Em "Daisy Kenyon" (1947), ela apareceu ao lado de Dana Andrews e Henry Fonda, e em "Flamingo Road" (1949), interpretou uma dançarina de parque de diversões ao lado de Zachary Scott e David Brian. Ela fez uma aparição em "It's a Great Feeling" (1949), parodiando sua própria imagem de atriz dramática. Em 1950, ela estrelou no noir "The Damned Don't Cry!" e no drama "Harriet Craig".
Em 1947, Crawford adotou mais duas crianças, a quem chamou de Cindy e Cathy. As crianças foram adotadas da Sociedade do Lar Infantil do Tennessee, um orfanato/unidade de tráfico de crianças operado por Georgia Tann, uma fonte usada por muitas estrelas de Hollywood sem filhos para adotar até a descoberta e morte de Tann irromper em infâmia, em 1952.
Após o término das filmagens de "This Woman Is Dangerous" (1952), filme que Crawford chamou de "o pior", ela pediu para ser liberada de seu contrato com a Warner Bros. Na época, ela sentia que a Warner estava perdendo o interesse por ela e decidiu que era hora de seguir em frente com sua carreira de maneira independente.

### Rádio e televisão
Crawford trabalhou no The Screen Guild Theatre em 8 de janeiro de 1939; "Good News"; "Baby", transmitido em 2 de março de 1940, no programa "Lights Out", de Arch Oboler;  "The Word" no Everyman Theatre (1941); "Chained" no Lux Radio Theatre, e o "Document A/777" de Norman Corwin (1948). Conforme sua carreira no cinema começava a dar sinais de desgaste, a televisão despontava como novo meio de entretenimento e Crawford apareceu em diversas séries antológicas na segunda metade da década de 1950 e, em 1959, chegou a gravar o episódio piloto de sua própria série, "The Joan Crawford Show", que não foi comprada por nenhuma emissora.

### Al Steele e Pepsi
Em 10 de maio de 1955, Crawford se casou com seu quarto e último marido, o executivo da Pepsi Alfred Steele, no Hotel Flamingo em Las Vegas. Crawford e Steele se conheceram numa festa em 1950. Eles se reencontraram numa festa de ano novo em 1954. Àquela altura, Steele havia se tornado presidente da Pepsi-Cola. Posteriormente, Alfred Steele seria nomeado Presidente do Conselho de Diretores e CEO da companhia. Crawford viajou extensivamente em nome da Pepsi após o casamento. Ela estima ter viajado mais de 100 000 milhas (161 000 quilômetros) em nome da empresa. Steele morreu de ataque cardíaco em abril de 1959. Crawford foi inicialmente informada pela empresa de que seus serviços já não eram mais necessários. Após ela revelar isso em primeira mão à colunista de fofocas Louella Parsons, a Pepsi reverteu sua decisão e Crawford foi escolhida para preencher a vaga de seu marido no Conselho de Diretores da empresa.
Crawford recebeu o sexto "Pally Award" anual, que tinha a forma de uma garrafa da Pepsi em bronze. O troféu era concedido ao funcionário que mais contribuía para as vendas da empresa. Em 1973, Crawford se aposentou da Pepsi ao fazer 65 anos, oficialmente.

### Carreira posterior

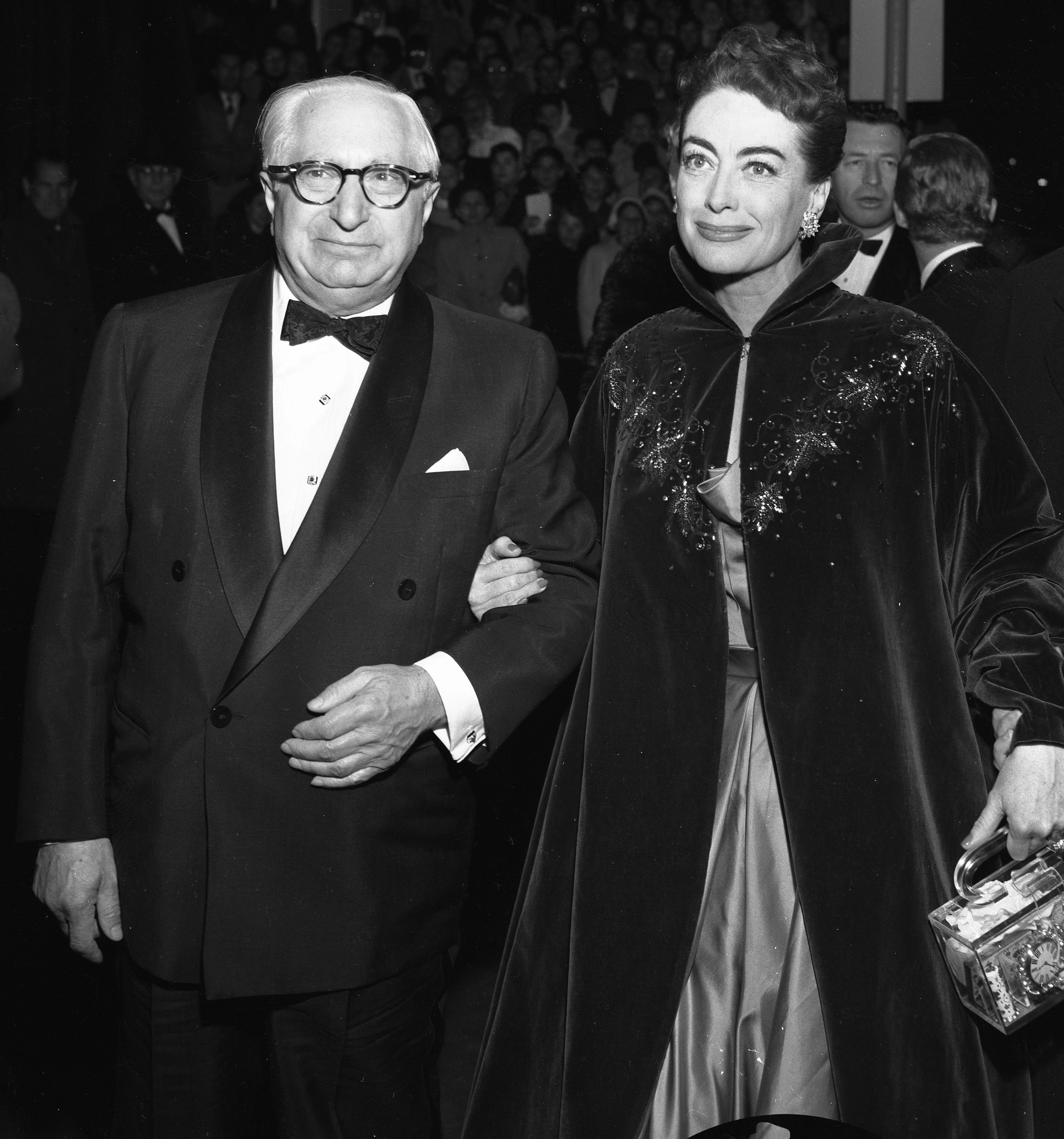
Em 1953 com Louis B. Mayer na estreia de "Torch Song".
"Para mim, L. B. Mayer era meu pai, meu confessor, o melhor amigo que já tive", disse Crawford.

Após sua atuação indicada ao Oscar em "Sudden Fear" (1952), Crawford continuou a trabalhar de forma constante durante o resto da década.  Após uma ausência de 10 anos da MGM, ela voltou ao estúdio para estrelar "Torch Song" (1953), um drama musical centrado na vida de uma estrela do palco exigente que se apaixona por um pianista cego, interpretado por Michael Wilding. Embora o filme tenha sido altamente divulgado como o "grande retorno de Crawford", foi um fracasso crítico e financeiro, conhecido hoje por seu apelo camp. Em 1954, ela estrelou com Sterling Hayden e Mercedes McCambridge no filme faroeste "Johnny Guitar" que, apesar da reação inicial desfavorável, tornou-se um clássico cult com o passar dos anos. Em 1955, ela atuou em "Female on the Beach", com Jeff Chandler, e em "Queen Bee", com John Ireland. No ano seguinte, ela estrelou ao lado do jovem Cliff Robertson em "Autumn Leaves" e no papel principal em "The Story of Esther Costello" (1957), co-estrelado por Rossano Brazzi. Crawford quase entrou em falência após a morte de Steele, motivo que a levou a aceitar um papel de coadjuvante em "The Best of Everything" (1959). Embora estivesse longe de ser a estrela do filme, ela recebeu críticas positivas por sua atuação. Mais tarde, Crawford citou este papel como sendo um de seus favoritos. No início dos anos 1960, no entanto, o status de Crawford enquanto estrela de cinema havia diminuído consideravelmente.

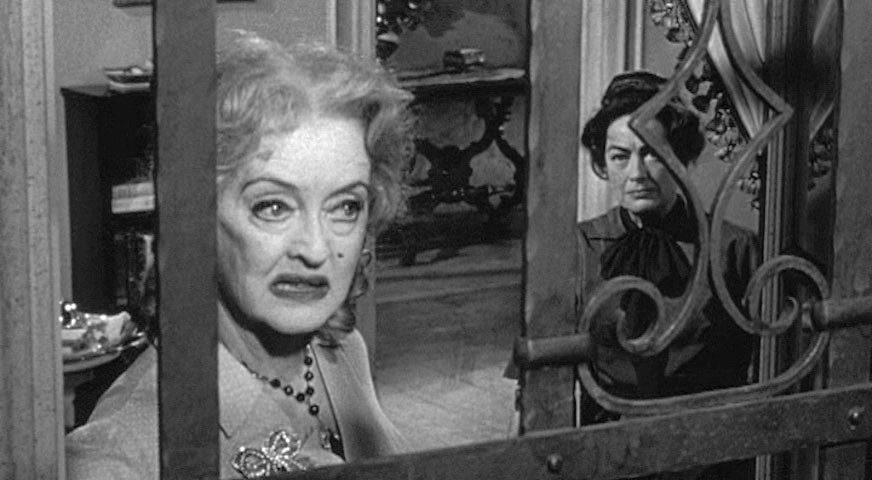
Crawford e Bette Davis em "What Ever Happened to Baby Jane?" (1962).

Em 1961, Joan Crawford era novamente sua própria máquina de publicidade ao receber o roteiro de um filme de Robert Aldrich. Então, em 1962, Crawford estrelou o bem-sucedido suspense psicológico "What Ever Happened to Baby Jane?" Ela interpretou Blanche Hudson, uma ex-estrela de cinema idosa, presa numa cadeira de rodas após um acidente misterioso, que divide uma casa com sua irmã psicótica Jane, interpretada por Bette Davis. Apesar das tensões anteriores entre as atrizes, Crawford teria sugerido Davis para o papel de Jane. Durante as gravações, elas afirmavam publicamente que não havia nenhum tipo de rixa entre elas. O diretor do filme, Robert Aldrich, veio a público explicar que Davis e Crawford estavam muito cientes de quão importante o filme era para reavivar suas respectivas carreiras, comentando: "É correto dizer que elas realmente se detestavam, mas elas se comportaram absolutamente perfeitamente".
Após a conclusão das filmagens, os comentários públicos de uma atriz contra a outra impulsionou uma inimizade que duraria até o final de suas vidas. O filme foi um enorme sucesso de bilheteria, recuperando os custos de produção em menos de duas semanas após seu lançamento, revivendo temporariamente a carreira de Crawford. Davis foi indicada para o Oscar de melhor atriz por sua atuação, o que teria enfurecido Crawford. Ela secretamente contatou cada uma das outras indicadas na categoria (Katharine Hepburn, Lee Remick, Geraldine Page e Anne Bancroft) para informá-las que ela ficaria feliz em receber o prêmio em seu nome caso elas não pudessem participar da cerimônia de premiação. Todas concordaram. Tanto Davis quanto Crawford estavam nos bastidores da cerimônia quando Anne Bancroft, que não estava presente, foi anunciada como a vencedora por "O Milagre de Anne Sullivan". Crawford aceitou o prêmio em seu nome. Davis alegou durante o resto de sua vida que Crawford havia feito campanha contra ela e, por conseguinte, contra o filme delas, algo que Crawford sempre negou.

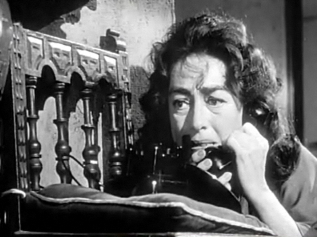
Crawford como Blanche Hudson em "What Ever Happened to Baby Jane?" (1962).

No mesmo ano do incidente no Oscar, Crawford estrelou como Lucy Harbin em "Strait-Jacket" (1964), filme do mestre do terror William Castle. Aldrich escalou Crawford para contracenar novamente com Davis em "Com a Maldade na Alma" (1964). Após uma suposta campanha de assédio profissional que Davis teria praticado contra ela nas filmagens feitas na Louisiana, Crawford retornou para Los Angeles e deu entrada num hospital. Após uma ausência prolongada dos estúdios de filmagens, período durante o qual a atriz foi acusada de fingir estar doente, Aldrich foi obrigado a substituí-la por outra atriz. A escolhida foi Olivia de Havilland. Crawford disse ter ficado devastada pela notícia, declarando: "Eu fiquei sabendo de minha substituição pelo rádio, deitada na minha cama de hospital ... Eu chorei durante 9 horas". Crawford guardou rancor de Davis e Aldrich pelo resto de sua vida. Sobre o diretor, ela disse: "Ele é um homem que ama coisas más, horrorosas, vis", ao que Aldrich respondeu: "Se a carapuça serve, use-a, pois eu amo a Srta. Crawford". Apesar de sua substituição, uma rápida cena de Crawford pode ser vista no filme, quando ela está sentada num táxi.
Em 1965, interpretou Amy Nelson em "I Saw What You Did", outro filme de William Castle. Ela estrelou como Monica Rivers em "Berserk!" (1967), suspense do produtor Herman Cohen. Após o lançamento , Crawford fez uma participação especial como ela mesma em "The Lucy Show" no episódio "Lucy and the Lost Star", exibido pela primeira vez em 26 de fevereiro de 1968. Crawford teve dificuldades durante os ensaios, bebendo muito no set, o que levou a estrela da série Lucille Ball a sugerir sua substituição por Gloria Swanson. No dia da filmagem, no entanto, Crawford esteve perfeita, recebendo duas aclamações de pé da platéia. Em outubro do mesmo ano, a filha mais velha da atriz, Christina, de 29 anos de idade, precisava de uma intervenção médica para retirar um tumor no ovário. À época, ela atuava na telenovela "The Secret Storm", da CBS. Apesar do fato de que a personagem de Christina tinha 28 anos de idade e Crawford já tinha mais de 60, ela se ofereceu para interpretar o papel até que Christina se recuperasse da cirurgia; a produtora Gloria Monty concordou com a ideia prontamente, supondo que uma estrela da era de ouro de Hollywood aumentaria a audiência do programa. Embora Crawford tivesse se saído bem nos ensaios, ela perdeu a compostura durante as gravações e o diretor e a produtora tiveram trabalho para fazer uma edição coesa de suas cenas.
A aparição de Crawford no telefilme "Night Gallery" (1969), ajudou a lançar a carreira do então estreante Steven Spielberg como diretor. Ela fez uma aparição no primeiro episódio da sitcom "The Tim Conway Show", que foi ao ar em 30 de janeiro de 1970. Apareceu nas telas pela última vez como a Dra. Brockton no filme de ficção científica "Trog" (1970), também produzido por Herman Cohen. Esse foi seu 45° ano atuando na indústria cinematográfica, tendo aparecido em mais de oitenta filmes. Crawford fez mais duas aparições na televisão, como Stephanie Whitem num episódio de 1970 ("The Nightmare") de "The Virginian" e como Joan Fairchild (sua última atuação) num episódio de 1972 ("Dear Joan: We're Going to Scare You to Death") de "The Sixth Sense". Em 1973, Crawford foi forçada a aposentar-se da Pepsi após entrar em conflito com o executivo da empresa Don Kendall, a quem Crawford se referiu pejorativamente durante anos como "Caninos".

### Últimos anos e morte
Em 1970, Crawford recebeu o Prêmio Cecil B. DeMille das mãos de John Wayne durante a cerimônia de entrega dos prêmios Globo de Ouro, transmitida a partir do Coconut Grove no Ambassador Hotel em Los Angeles. Ela também deu uma palestra na Faculdade Stephens, a qual ela frequentou durante dois meses em 1922.

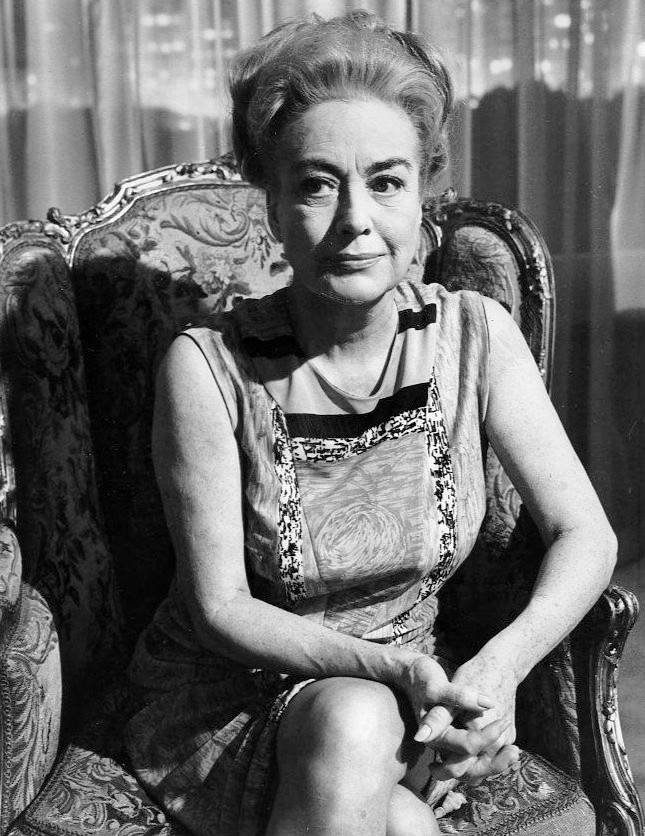
Crawford em "The Night Gallery", 1969.

Crawford publicou sua autobiografia "A Portrait of Joan", co-escrita com Jane Kesner Ardmore, em 1962. Seu livro seguinte, "My Way of Life", foi publicado em 1971 pela Simon & Schuster. Aqueles que esperavam um livro que revelasse todos os aspectos da vida da atriz ficaram desapontados, embora Crawford revelou seus cuidados meticulosos com higiene pessoal, guarda-roupas, atividades físicas e até mesmo armazenamento de alimentos.
Após a sua morte foram encontradas em seu apartamento fotografias de John F. Kennedy, em quem ela teria votado na eleição presidencial de 1960. Crawford se identificava com o Partido Democrata e admirava os governos de Kennedy e Roosevelt. Certa vez, ela disse: "O Partido Democrata é um que eu sempre acompanhei. Lutei muito na vida desde que eu nasci e tenho orgulho de fazer parte de algo que tem como foco os cidadãos da classe trabalhadora e molda-os em seres orgulhosos. O Sr. Roosevelt e o sr. Kennedy fizeram muito nesse sentido para as gerações que eles conquistaram durante o curso de suas carreiras".
Em setembro de 1973, Crawford se mudou do apartamento 22-G para um apartamento menor (22-H) no edifício Imperial House, em Nova Iorque. Sua última aparição pública se deu em 23 de setembro de 1974, num evento em homenagem a sua velha amiga Rosalind Russell no Rainbow Room. Russell estava com câncer de mama e artrite na época. Quando Crawford viu as fotos nada lisonjeantes das duas nos jornais do dia seguinte, ela teria dito: "Se é assim que me vêem, então eles não vão me ver mais". A atriz cancelou todas as suas aparições públicas, começou a recusar entrevistas, deixou de receber visitas e saía de seu apartamento cada vez menos.
Problemas dentários, incluindo uma cirurgia que a deixou precisando de cuidados de enfermagem 24 horas por dia, atormentaram a atriz de 1972 até meados de 1975. Enquanto estava fazendo um tratamento com antibióticos para este problema, em outubro de 1974, desmaiou e feriu o rosto. O incidente fez com que Joan parasse de beber, embora ela tenha declarado que foi por causa de seu retorno à ciência cristã. O incidente é registrado numa série de cartas que a atriz enviou a sua companhia de seguros, armazenadas numa pilha de arquivos localizada no terceiro andar da Biblioteca Pública de Nova Iorque para as Artes Performáticas. Também está documentado na biografia "Joan Crawford: The Last Years", de autoria de Carl Johnnes.
Em 8 de maio de 1977, Crawford doou sua amada cachorra shih-tzu, a "Princess Lotus Blossom", por se considerar fraca demais para cuidar dela. Ela morreu dois dias depois de um ataque cardíaco, em seu apartamento em Nova Iorque. Um funeral foi realizado na Casa Funerária Campbell, em Nova Iorque, no dia 13 de maio de 1977. Em seu testamento, assinado em 28 de outubro de 1976, Crawford legou a suas duas filhas mais novas, Cindy e Cathy, US$ 77.500 cada de seu patrimônio de US$ 2.000.000. Ela explicitamente deserdou seus dois filhos mais velhos, Christina e Christopher, escrevendo: "É minha intenção não fornecer qualquer provisões para meu filho, Christopher, ou minha filha, Christina, por razões que são bem conhecidas por eles". Ela também não deixou nada para sua sobrinha, Joan Lowe (1933–1999, nascida como Joan Crawford LeSueur e a única filha de seu irmão distante, Hal). Crawford deixou dinheiro para suas instituições de caridade favoritas: a U.S.O. de Nova Iorque, a Motion Picture Home, a American Cancer Society, a Associação de Distrofia Muscular, a Associação Americana do Coração e a Escola Wiltwyck para Meninos.
Um culto memorial foi realizado para Crawford na Igreja Unitária da Lexington Avenue em 16 de maio de 1977, e contou com a presença, entre outros, de sua velha amiga de Hollywood Myrna Loy. Outro serviço memorial, organizado por George Cukor, foi realizado em 24 de junho no Samuel Goldwyn Theater na sede da Academia de Artes e Ciências Cinematográficas em Beverly Hills. Crawford foi cremada e suas cinzas foram colocadas numa cripta ao lado de seu quarto e último marido, Alfred Steele, no Cemitério de Ferncliff, em Hartsdale, Nova Iorque.

## Legado

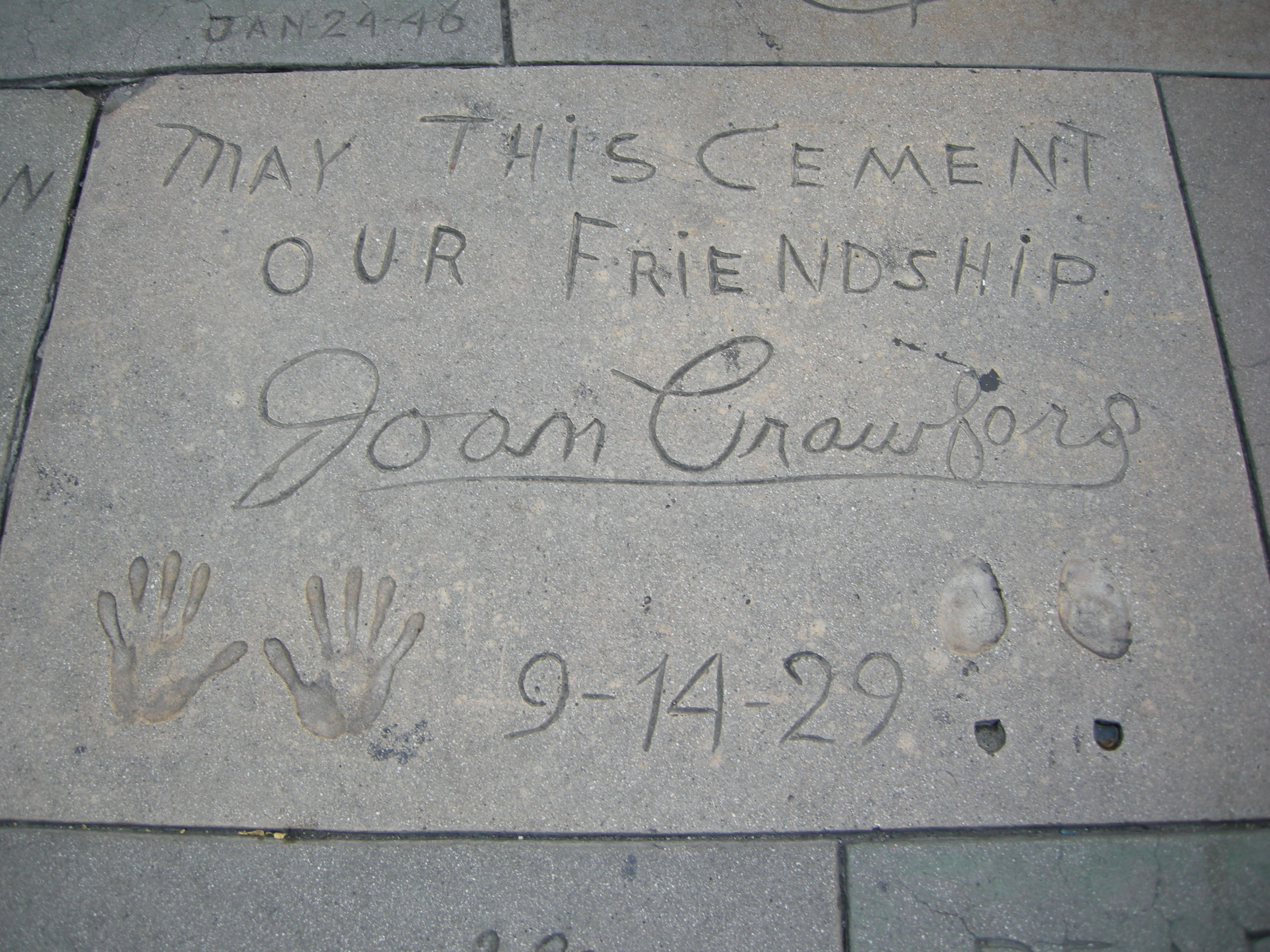
Mensagem, autógrafo e marca das mãos e pés deixados por Joan Crawford em 1929, na calçada do Teatro Chinês.

Os pés e as mãos de Crawford estão imortalizados na calçada do Teatro Chinês, no Hollywood Boulevard. Ela tem uma estrela na Calçada da Fama de Hollywood, localizada à altura do número 1750, na Vine Street. A Playboy listou Crawford como a 84a mulher mais sexy do século XX. Em 1999, o Instituto Americano de Cinema elegeu Joan Crawford como a décima maior estrela do cinema.

## Mamãezinha Querida
Em novembro de 1978, Christina Crawford publicou o livro "Mommie Dearest", no qual trazia alegações de que sua mãe adotiva era física e emocionalmente abusiva com ela e com seu irmão Christopher. Segundo o relato de Christina, Crawford estava mais interessada em sua carreira do que na maternidade. Muitos dos amigos e colegas de trabalho da atriz, dentre os quais Van Johnson, Ann Blyth, Marlene Dietrich, Myrna Loy, Katharine Hepburn, Cesar Romero, Gary Gray, Betty Barker (sua secretária por quase 50 anos), Douglas Fairbanks Jr. (o primeiro marido de Crawford) e suas duas filhas mais novas – Cathy e Cindy – denunciaram o livro como sendo uma mentira, negando categoricamente qualquer abuso. Mas outros, como Betty Hutton, Helen Hayes, James MacArthur (filho de Hayes), June Allyson, Liz Smith, Rex Reed e o diretor Vincent Sherman (que dirigiu três filmes estrelados por Crawford) alegaram ter presenciado algum tipo de comportamento abusivo da atriz para com seus filhos. Uma outra secretária da atriz, Jeri Binder Smith, confirmou os relatos que Christina faz no livro. "Mommie Dearest" tornou-se um best-seller e foi transformado em filme pela Paramount Pictures (o único dos seis grandes estúdios da Era de Ouro de Hollywood para o qual Crawford nunca trabalhou), em 1981. Embora tenha sido bem sucedido na bilheteria, o filme foi um fracasso de crítica e levou o prêmio Framboesa de Ouro de pior filme do ano. No filme, Joan Crawford é interpretada por Faye Dunaway, que mais tarde se disse arrependida de ter aceitado o papel. Mais conhecido por uma cena onde Crawford espanca Christina com um cabide de arame de ferro (que é narrada de maneira diferente no livro), o filme acabou ganhando um grupo de admiradores dedicados e transformou Crawford – ou pelo menos a interpretação que Dunaway fez dela – num ícone da cultura camp.

## Principais prêmios e indicações
| Ano  | Prêmio                                          | Categoria                             | Filme                                                     | Resultado   |
| ---- | ----------------------------------------------- | ------------------------------------- | --------------------------------------------------------- | ----------- |
| 1945 | National Board of Review                        | Melhor atriz                          | Alma em Suplício                                          | Venceu      |
| 1946 | Oscar                                           | Melhor atriz                          | Alma em Suplício                                          | Venceu      |
| 1946 | Prêmio da Associação de Críticos de Nova Iorque | Melhor atriz                          | Alma em Suplício                                          | Indicada    |
| 1948 | Oscar                                           | Melhor atriz                          | Possessed                                                 | Indicada    |
| 1953 | Oscar                                           | Melhor atriz                          | Sudden Fear                                               | Indicada    |
| 1953 | Globo de Ouro                                   | Melhor atriz em filme dramático       | Sudden Fear                                               | Indicada    |
| 1953 | Prêmios Laurel                                  | Melhor performance dramática feminina | Sudden Fear                                               | Venceu      |
| 1954 | Prêmios Laurel                                  | Melhor performance musical feminina   | Torch Song                                                | Venceu      |
| 1964 | Prêmios BAFTA                                   | Melhor atriz estrangeira              | What Ever Happened to Baby Jane?                          | Indicada    |
| 1970 | Globo de Ouro                                   | Prêmio Cecil B. DeMille               | Contribuições excepcionais para o mundo do entretenimento | Homenageada |

## Na cultura popular
Fotos de Crawford foram usadas na capa do álbum Exile on Main St., do The Rolling Stones (1972).
Crawford foi retratada pela atriz Barrie Youngfellow no filme "The Scarlett O'Hara War" (1980).
Quatro anos depois de sua morte, a banda de hard rock Blue Öyster Cult lançou a canção Joan Crawford, no álbum Fire of Unknown Origin (1981); nela, são feitas referências à relação tempestuosa da atriz com sua filha Christina.
A suposta briga entre Crawford e Bette Davis é retratada no livro "Bette and Joan: The Divine Feud", de 1989. Foi alimentado pela competição por papéis no cinema, prêmios do Oscar, e Franchot Tone (segundo marido de Joan Crawford), que foi co-estrela de Davis em "Dangerous" (1935).
Crawford foi interpretada por Faye Dunaway no filme "Mommie Dearest" (1981), baseado nos relatos de abuso infantil feitos pela filha da atriz no polêmico livro de mesmo nome lançado em 1978. A maneira como o filme retrata a atriz e a interpretação exagerada de Dunaway foram responsáveis por transformar Crawford num ícone da cultura camp e numa das personagens favoritas de serem performadas por drag queens.
A rivalidade Crawford–Davis foi o tema da primeira temporada da série de televisão "Feud" (2017), inspirada no livro "Bette and Joan". Crawford foi interpretada por Jessica Lange e Davis por Susan Sarandon. Em 2018, a transmissão da série foi interrompida por ordem de restrição de tribunais inferiores da Califórnia até que Olivia de Havilland pudesse ser ouvida pela Suprema Corte dos Estados Unidos para saber se os produtores tinham o direito de usar sua imagem (de Havilland foi interpretada por Catherine Zeta-Jones) sem permissão, apesar de ela ser uma figura pública. Em janeiro de 2019, a Suprema Corte se recusou a ouvir o caso.

## Autobiografias
- Joan Crawford (1962). A Portrait of Joan: The Autobiography of Joan Crawford. [S.l.]: Doubleday. ISBN 978-1-258-17238-1
- Joan Crawford (1971). My Way of Life. [S.l.]: Simon & Schuster. ISBN 978-0-671-78568-0